# Yōhei Iwasaki
Yōhei Iwasaki (japanisch 岩﨑 陽平 Iwasaki Yōhei; * 24. März 1987 in Tsu) ist ein japanischer Fußballspieler, der auf der Position des Abwehrspielers spielt.

## Karriere
Iwasaki erlernte das Fußballspielen in der Schulmannschaft der Tsu Technical High School und der Universitätsmannschaft der Chūkyō-Universität. Seinen ersten Vertrag unterschrieb er 2008 bei Camboriú FC. Danach spielte er bei AC Paranavaí, Prudentópolis FC, Pato Branco EC, Paraná Clube, Albirex Niigata, FC Ganju Iwate, Independiente FBC, Rangdajied United FC, FC Gifu, T&C Sport Club, Green Gully SC, FK Kauno Žalgiris und al-Shabab.